# András Cházár
András Cházár (ur. 2 lipca 1745 w Jólész – zm. 1 lutego 1816 w Rozsnyó) – węgierski prawnik, społecznik.
Od 1773 r. pracował w Rożniawie, następnie pełnił funkcję sędziego tabularnego żup: turniańskej, hontiańskej, abowskiej i gemerskiej. W latach 1790–1794 naczelny notariusz żupy gemerskiej.
Podczas trzyletniego pobytu w Wiedniu poznał warunki, w jakich wówczas musieli żyć głuchoniemi. Wstrząśnięty tymi doświadczeniami postanowił poruszyć sumienie społeczeństwa i ulżyć najciężej doświadczonym przez los. Dzięki publicznej zbiórce, która przyniosła 40 tys. forintów i osobistemu poparciu króla Franciszka I założył w mieście Vác pierwszy na Węgrzech nowoczesny zakład dla głuchoniemych dzieci.

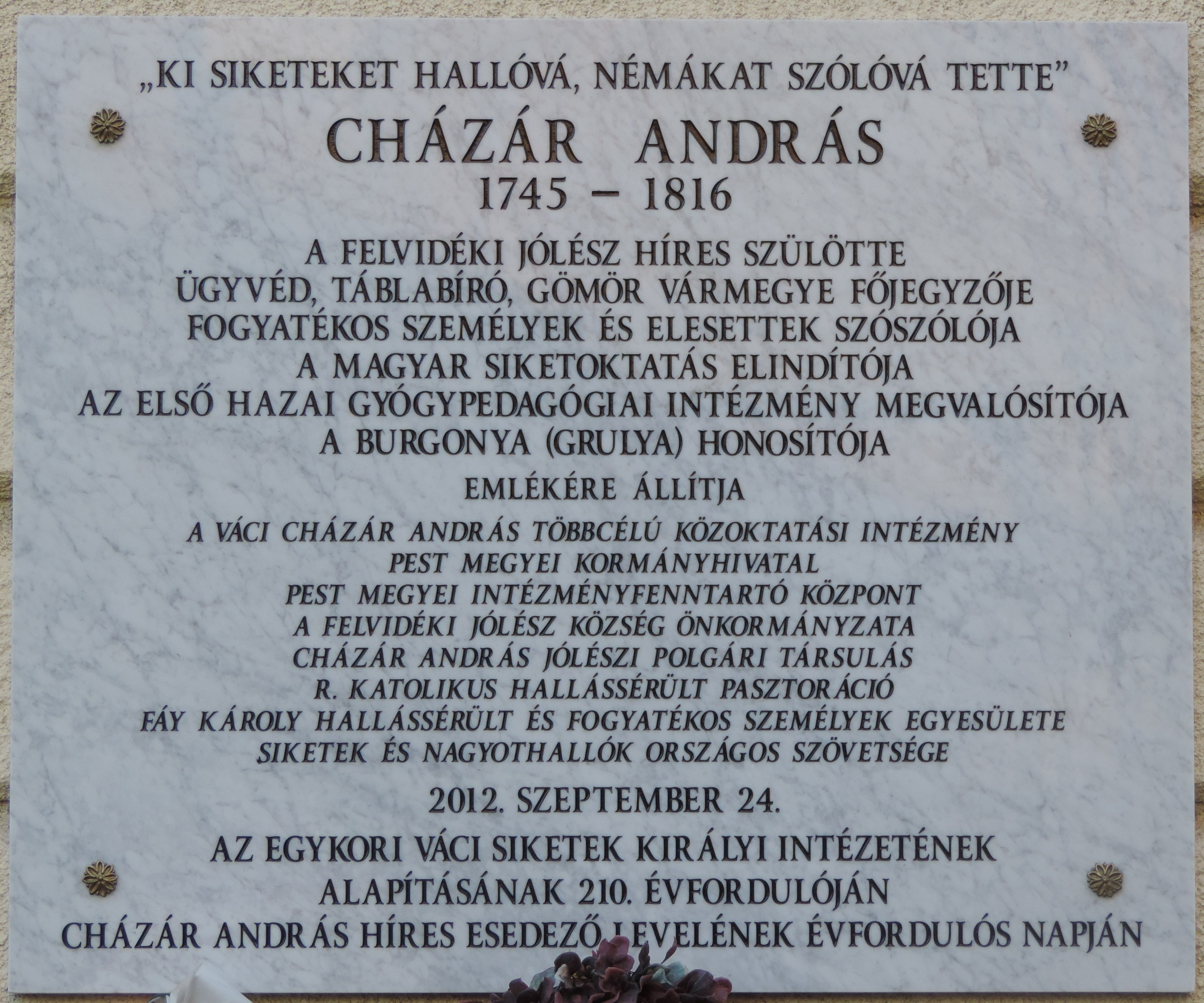
Tablica pamiątkowa w Budapeszcie

W Jovicach koło Rożniawy znajduje się dom rodzinny A. Cházára, w którym mieści się poświęcona mu izba pamięci. Na budynku tablica pamiątkowa w jęz. węgierskim.